# Lisa Federle

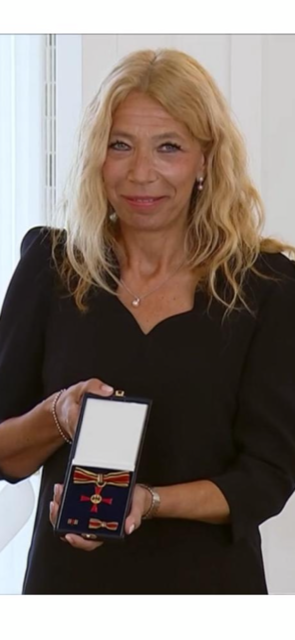
Croix de mérite fédérale pour Lisa Federle

Lisa Federle, née le 31 juillet 1961, est une médecin allemande et une urgentiste. En 2015, elle lance un « cabinet médical mobile » dans le district de Tübingen pour soigner les réfugiés dans leurs abris d'urgence ainsi que les sans-abri. Pendant la pandémie de Covid-19 en Allemagne, son  véhicule devient une clinique mobile pour la fièvre et les tests diagnostiques. Grâce à la stratégie de test qu'elle a initiée, elle a adapté le modèle de Tübingen pour une lutte ciblée contre la pandémie. En 2020, elle reçoit la croix fédérale du mérite pour son engagement.

## Biographie
Lisa Federle est née et a grandi à Tübingen, en Allemagne de l'Ouest. Elle a fréquenté l'école primaire en 1968 et le Wildermuth-Gymnasium Tübingen en 1972. Après avoir abandonné l'école, alors qu'elle est mère de deux enfants, elle travaille dans la restauration sans renoncer à son aspiration à devenir médecin. Après avoir fondé une famille, elle obtient le diplôme du lycée du soir de Reutlingen, en 1986, et celui du lycée, en 1990. Elle étudie ensuite la médecine à l'université de Tübingen et obtient, en 1998, un doctorat à 37 ans. Après cinq ans de formation en anesthésie et en soins intensifs, elle acquiert le statut de spécialiste.
En 2015, Lisa Federle développe un cabinet médical mobile pour le district de Tübingen afin que les réfugiés puissent recevoir des soins médicaux dans leur hébergement d'urgence. D'autres groupes, tels que les sans-abri, ont également pu être pris en charge grâce à ce service mobile. Dans son discours élogieux à l'occasion de la remise de la Croix fédérale du mérite, le président fédéral Frank-Walter Steinmeier a salué sa démarche, déclarant que « le cabinet médical sur roues est encore un modèle aujourd'hui. Sans un long délai d'exécution, lorsque la pandémie de corona a éclaté, il a pu être équipé d'une station d'essai mobile et utilisé immédiatement dans les établissements de soins dont la situation était particulièrement difficile. ».
En mai 2022 est publiée son autobiographie "Auf krummen Wegen" .
Lisa Federle est mariée et mère de quatre enfants.

## Crédit d'auteurs
- (en) Cet article est partiellement ou en totalité issu de l’article de Wikipédia en anglais intitulé « Lisa Federle » (voir la liste des auteurs).